# 混沌大陸パンゲア
『混沌大陸パンゲア』（こんとんたいりくパンゲア）は、山野一による日本の漫画短編集。1993年12月に青林堂より刊行。1999年10月に同社より再版されるも現在絶版。
貧乏、鬼畜、電波、不条理、薬物、宗教、障害者、神など多岐に渡るテーマの異色作品を多数収録した漫画家・山野一の集大成的作品集である。
キャッチコピーは「自分の世界観があまりに下らないことに気づいた時こそ山野作品を読むのにふさわしい時である。山野作品は、その唾棄すべき世界観を一気にクラッシュしてくれる」（大塚恭司）

## 概要
『貧困魔境伝ヒヤパカ』以来4年ぶりとなる漫画作品集で現時点において山野一名義による最後の作品集である。『グランドチャンピオン』（秋田書店）に連載されたオムニバス作品『断末魔境伝カリ・ユガ』7編他14作を収録。巻末にはTVディレクターの大塚恭司が解説を寄稿している。
前作に比べ本作では意味不明でサイケデリックな悪夢の世界をそのまま漫画にした様な作品や、観念の世界をひたすらループする様な作品が目立つ。また一部のエピソードでは、ヒンドゥー教の用語が用いられ、宗教的な世界観や象徴が表現されている。
本書に収録されている『カリ・ユガ』は一般読者からの受けが悪く、わずか7回で連載が打ち切られている。これについて山野は「グランドチャンピオンという漫画誌の編集はめずらしく理解があり、最低限の規制はあるもののほとんど自由にやらせてくれたが、たったの7回で打ち切りになった。7回すべてが読者の不人気投票No.1であったそうな。まあこの手の話を挙げれば枚挙にいとまがない」と『ガロ』1993年6月号のコラム記事で回想している。
山野と面識があった『危ない1号』初代編集長の青山正明は書評で「前3作の残酷至上に、性とドラッグをどっさりぶち込んだ新基軸」と高く評価しているほか、本書収録の『Closed Magic Circle』では実際に青山を模した人物も登場している。

## 収録作品

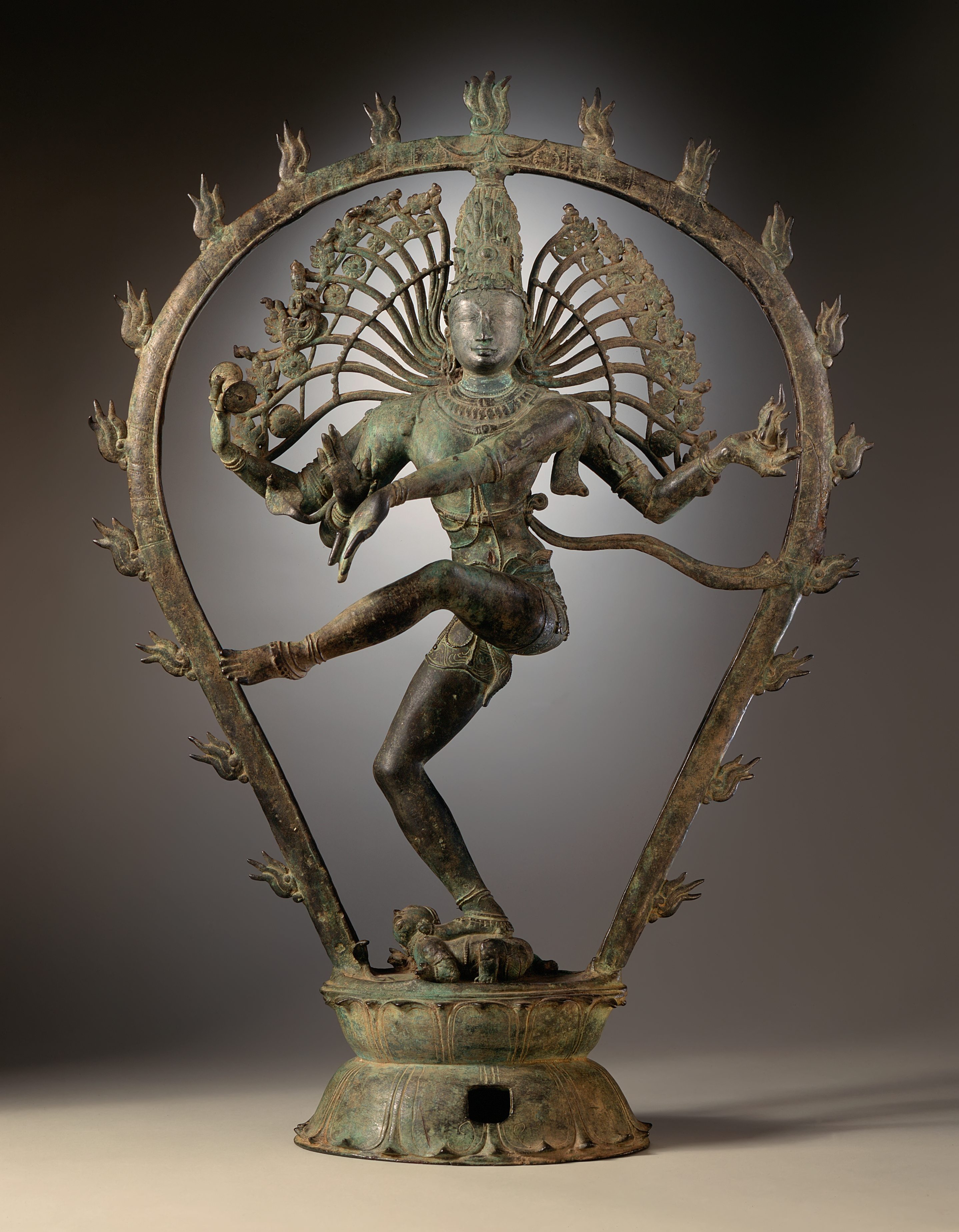
シヴァ

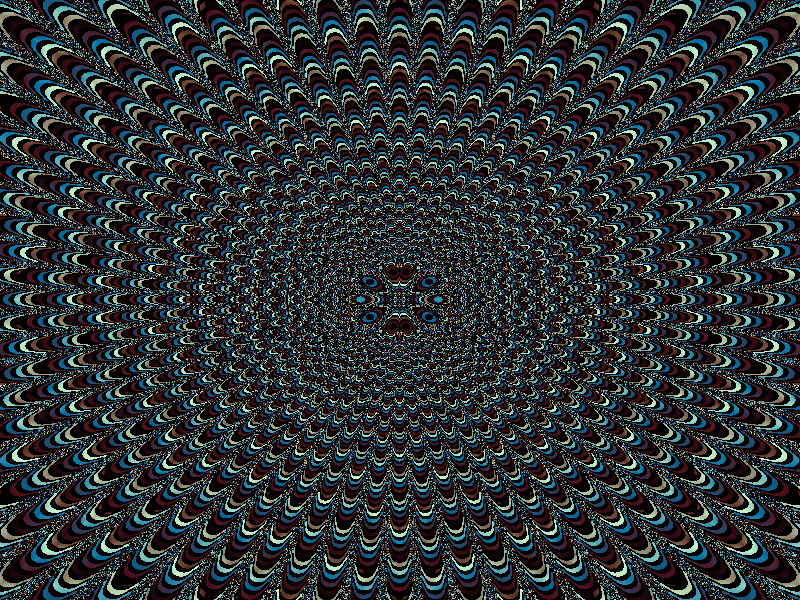
サイケデリック

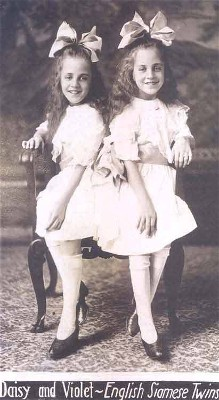
シャム双生児の姉妹

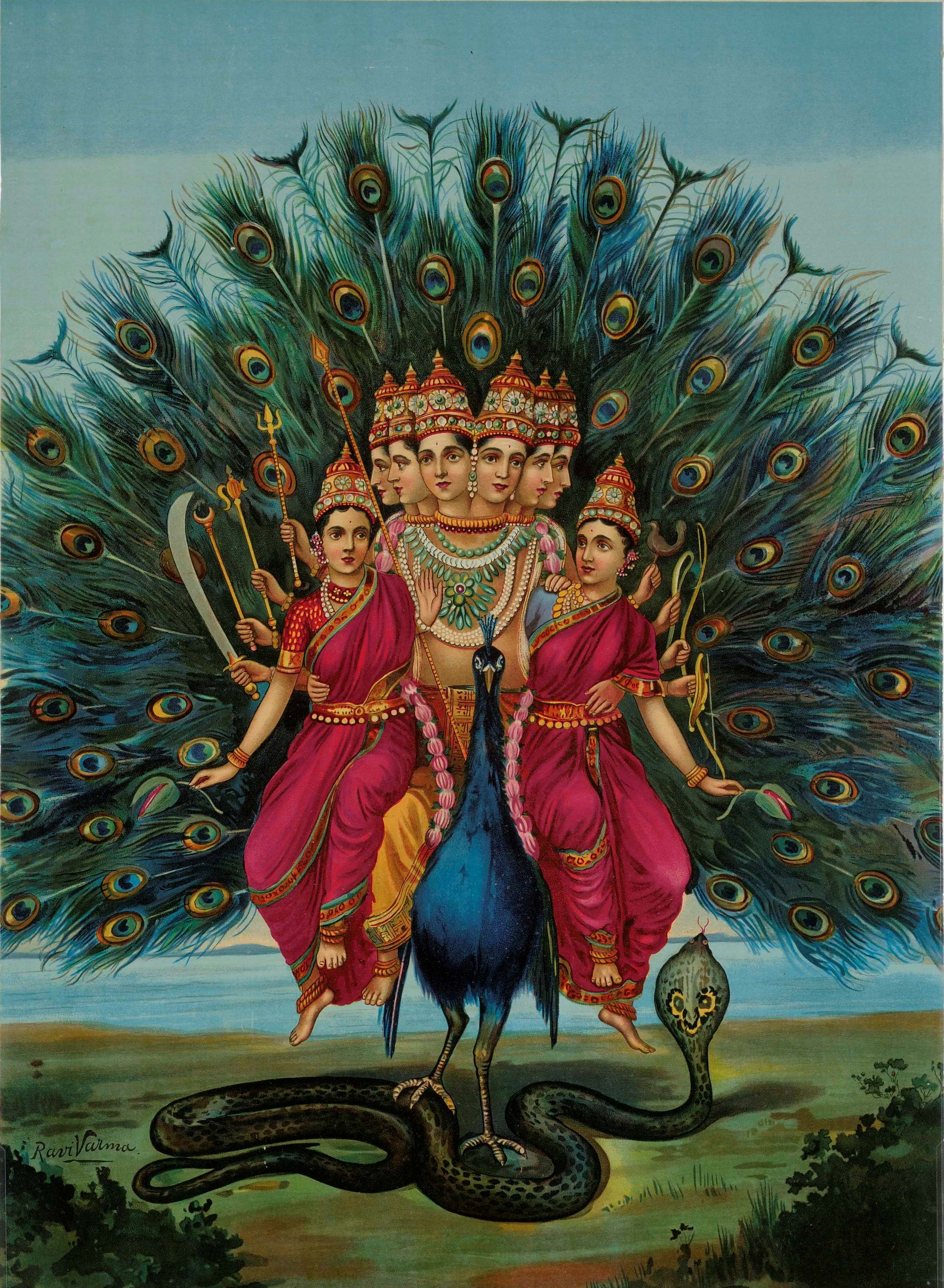
ムルガンとその妻たち

ヒンドゥー教の教えでは、世界は1ハマー・ユガ（432万年）の周期で生成と消滅を繰り返すと説いている。それはさらに4期に分かれており、最後のカリ・ユガにおいては、人心は大いに乱れ社会には貧困と憎悪が蔓延する。そしてその全てが堕落しきった時、破壊神シヴァが現れ宇宙を混沌に戻すという。現代がこのカリ・ユガの最末期にあたるのは言うまでもない。本書収録の『カリ・ユガ』はそのような荒廃した時代を生きる底辺の人々を描いたオムニバス作品群である。
カリ・ユガ 第1話 ドブ板のある町
スーパーマルツエ内の宝石店の前で薄汚れた一人の女がうろうろしているのを見つけた店員の市川は宝石の紹介を始めるが、女は一番安い3万円の人工ダイヤ指輪を60回払いで買うことにする。その夜、市川は印鑑をもらいに女の家に向かうが、無断で指輪を購入した事に激昂した女の夫は市川に指輪を投げつけ、そのまま壮絶な夫婦喧嘩を始める。呆然と立ち尽くしていた市川の頭には中身の入ったラーメンどんぶりが激突する。 市川はラーメンかぶったままその場を後にし、「貧乏人がっ! たかが3万のクズダイヤでグダグダぬかしやがって! 人間のクズっ社会のゴミっ 死ねっ死んじまえっ絶滅しろっ!」と叫んで指輪をドブに投げ捨てたが、やはり思い留まりドブを漁って指輪を探す。
カリ・ユガ 第2話 全自動ガードマンK
若かりし日、ワーグナーを愛しニーチェに心酔した島田勝彦は衆愚に染まるを潔しとしなかった。そんな彼に世間が与えた職業は臨時雇いのガードマンだった。来る日も来る日も棒を同じ角度で振るだけの、電柱や道路標識のような生活をしていた彼の前に一人の変人がやってきた。その変人は勝彦の本心を見抜き彼を覚醒させるべく何処かに彼を連れていく。
カリ・ユガ 第3話 ぼーふらはぼーふら
旋盤工の娘で女子大生の鮫島まさえは玉の輿にのるべく京浜東北線に乗って工業地帯から繁華街に向かい、大学のテニス部の金持ちの先輩を見つける。彼とドライブに行こうとした時、まさえは階段から落ちて一切の記憶を失う。そして業欲を全てなくしたまさえは、手取り13万8千の純朴な青年と結婚する。その15年後まさえは突然すべての記憶を取り戻す。しかし、そこに女子大生の自分はなく醜く老いた自分の姿があった。
カリ・ユガ 第4話 楽園の扉
富男は手取り13万8千円だけで家族を養わなければならないため、不平不満の声が上がろうとも一家五人で四畳半に住むしか道がない。そんな甲斐性なしの富男の夢枕に七代前の先祖が現れる。先祖は「穴を掘れ」と言う。そのお告げにしたがって 一家全員で穴を掘るとしたに下水道が現れる。そして一家は臭いながらも広い下水道に家を構える。喜んだのもつかの間、一家は集中豪雨の濁流にのまれてしまう。富男が聞いた先祖のお告げはボケたジジイの寝言だった。
カリ・ユガ 第5話 希望
亭主の愛人が生んだ子供をまかされた挙句、亭主に逃げられた女が朝から子供を折檻していると隣の若夫婦が児童虐待を注意しに来る。しかし、逆上した女は若夫婦の赤ん坊とブス顔の夫婦の赤ん坊を取り替え、十年後に真実を告げてやろうとほくそ笑む。ところがそんな下卑た喜びもつかの間、生命の危機を感じた子供の手によって女は殺されてしまう。
カリ・ユガ 第6話 覚醒
陰鬱だった妻と娘が突然明るくなった。どうやら二人は教会に通い始めたという。次の日曜日、妻と娘は夫を誘って教会に向かうが、その教会は非常に怪しい新興宗教であった。夫は「初心者」として二人と引き離され、訳の分からない教義を3時間も聞かされたる。夫は逃げ出して二人を捜しまわると、二人は生き神様のペニスを舐めながら夫の改心を祈っていた。逆上した夫は妻と娘を取り戻そうとするが逆に夫も洗脳され、一家共々新興宗教に洗脳された幸せな日々を送ることになる。
カリ・ユガ 最終話 爽やかな夜明け
産廃業者の男は化学工場の廃液を田舎の山中に捨てるべく、覚醒剤で眠気を覚ましながらトラックを走らせていた。 すると、男の前に覚醒剤の妖精ヒロポニーニョが現れる。妖精は男に多くの人々を救済する使命があり、まずは目先の敵を倒す必要がある事を告げる。すると彼女の言葉どおり男の前には環境保護団体が現れた。男は妖精のお告げに従い彼らに危険な廃液を浴びせて殺害する。そして、男は清々しい朝日を浴びながら東京都のダムに化学工場の廃液を流して数万人の人々を生きる労苦から救済した。
脳梅三代
地域の住民の苦情を受けて市役所員の田中はある家に向かう。住民の話によれば、その家の住人は全員梅毒に感染しているという。一家は祖父、娘、孫の三人家族であったが話どおり全員梅毒に感染していた。しかし何やら様子がおかしい。すると畑仕事から祖父が帰って来て娘達と交わりだした。その光景を見て非難する田中に祖父は「自分が自分の娘と交わって何が悪いか」と言い返した。つまり、孫は祖父が娘に生ませたものだったのだ。これを聞いて田中は「全員を精神病院に叩き込んでやる」と言う。それを聞いた祖父は逆に田中を殴り縛り付けて強制的に娘と孫と交わらせる。
むしゃむしゃむソーセージ
上半身が癒着したシャム双生児として生まれた姉妹は、年頃を迎えて自慰をするようになっていた。そんな光景を盗み見ていた両親は姉妹に男をあてがうため家庭教師と言う名目で藤井はじめをつれてくる。藤井はじめは一見すると健常者だが、腹部に人面瘤の弟に持ち性器を二つ持つ非常に特殊なシャム双生児であった。
工員
梅毒に感染した中卒の工員が同じ職場にいる聾唖の女工に対し、結婚して欲しい旨の手紙をだすが、女は工員の男が自分が障害を持っていることを不当に差別しているのが文面から見受けられるとしてその誘いを断る。逆上した工員は同僚の男を連れ、聾唖の女が住む県営住宅を襲撃。女の祖父を鉄パイプで撲殺し、二人掛かりで女を強姦する。しかし無理に突いたため、女の膣膜は破れ大量出血する。面倒になった工員の二人組は聾唖の女と祖父を担いで夜のドブ川に投げ捨てる。
さるのあな
屋敷の一人娘であるめぐみは夜に女中のきみ子と父が交わっているのを目撃する。次の日、めぐみが友達と山へ遊びに行くと、白痴のきよしが糞をそこら中に撒き散らして穴に落ちているのを見つける。めぐみ達はきよしをサル同然と判断して石を投げつけ、犬を投げ込むと、きよしは犬と交わり出した。それを見て前夜のことを思い出しためぐみは、翌日女中のきみ子を連れて来て、その場で穴に突き落とす。
走れタキシェ
たけしはまじめな中学生。しかし、全く勉強ができない。ある時英語のテストで、自分の名前を「Takishe」と書いたのをきっかけに「タキシェ」というあだ名で呼ばれるようになる。受験の時は渋々開成高校をあきらめ、山奥の農業高校に入学する。しかし、そこで平川先生との出会いが待っていた。雄大な自然の中、タキシェはたくましく成長していく。
花嫁の花園
結婚相談所にある男が現れる。男が提示した条件はバスト90以上、ウエスト60以下、ヒップ90以上、そして乳房が3つで陰部に舌が3枚ついていることであった。この冗談とも思える条件に対して受付の女性はおもむろにカツラをとり変装をはがすと、乳房を三つ持った理想の女性が現れた。男は早速彼女を抱きかかえホテルに向かう。そのとき彼女は卵を生んだ。その卵はすぐに孵化してまた受付の女性が現れた。
壁
女学生を強姦した末、殺害した罪で明朝死刑執行を迎える覚醒剤中毒の囚人がいた。独房で囚人は妄想に耽っていると、突如LSDのフラッシュバックが起こり、彼の意識はとある家で行われていたマリファナパーティーの会場に飛んだ。そして囚人の意識はそこの女性の混濁した意識と同化し、彼は他人の意識の中で生きられるようになった。そして彼は水を得た魚のように、次から次へと他人の意識を巡りながら暴虐の限りを尽くす。そんなことをしているうちに死刑執行の時を迎える。しかし現実の彼は正常な精神を失っていた。そんなことはおかまいなく、意志を持たない彼の体は執行人によって刑場に運ばれていく。
Closed Magic Circle
大学研究員の二人は、文化人類学の調査のため文明から遠く離れたニューギニアの孤島スーリアを訪れる。しかし、美女と畸形ばかりの孤島で次第に二人は本来の目的を失って行く。
SCHIZOID-ZONE
深夜腹痛を訴える男は家族と夜間病院で診察を受けるが気がつくと男の腹には包丁が刺さり、同行していたはずの妻と娘は、血塗れの幻影となって腹に刺さった包丁と共に姿を消す。すると、精神科医は男に「あなたは精神分裂病患者で精神鑑定を受ける為に警察からここに移送されて来た」と告げる。精神安定剤を注射されそうになった男は自宅の寝室まで無我夢中で逃げ戻る。しかし寝室では男の妻と娘が精神科医の男と性交していた。男は怒鳴りこむが次の瞬間には、精神科医と入れ替わるように男は自身の娘と交わっていた。男は発狂して家族に出刃包丁を振り下ろす。
水産
鮮魚を運ぶトラックの運転手と助手が食事の為にドライブインに寄る。メイドに「フィヨルド定食」のオーダーを頼むが、注文を受けたメイドは急に奥歯が痛み出して病院に行く。すると医者から巨大な浣腸を打たれ、ジャングルでメイドはゴリラと交わり始める。
火星法経会
身体の様々な穴に大きな男性器を入れる事が出来る天竺の五人姉妹の絵本を読みながらドライブをするカップルがトンネルに入ると、トンネルの壁面がドロドロと溶けはじめ、いつの間にか電車に追われる。何とか逃げ切ったがホームで女子高生たちを跳ね飛ばしてしまう。跳ねられた女子高生の父親と同じ顔をした男が「火星法華会」の会合の為に寿司屋に入ると、メニューに天竺の五人姉妹の名前があり、注文すると肛門に大きな男性器を入れる事が出来る天竺の五人姉妹の一人がやって来る。そして会合に集まった男たちはアナルセックスを楽しみだす。
ラヤニール
徹夜続きの漫画家は現実からどんどん支離滅裂な幻覚の世界へと導かれて行き人格が崩壊。女子高生、寿司職人、担当編集者などの崩壊した人格を背負わされてしまう…。
パンゲア
バイカル湖に外洋型ド級原子力潜水艦を潜行させる提督は、古くからこの地に住むヤガユ族の言い伝えで、この湖が水中洞穴により北極海と繋がっていると考えている。ヤガユ族の集落を双眼鏡で覗くとヤガユ族の女はバイカル湖固有の魚「オムル」の入ったうどんを下半身を露にして食していた。その途端、男は正気に戻り「臨海塩浜」と言う全く聞いた事がない駅で下車をする。
男は駅前のうどん屋に入り、メニューの「オムルうどん」を注文する。すると夢に出てきたヤガユ族の女が厨房でうどんを茹でており、さらに肛門と口が逆に付いている。どうやらヤガユ族は肛門から食物を摂取し、口から排泄する一族のようである。さらに男の意識は、うどん屋のテレビに映されているフィリピンの刑務所に服役する囚人の男に飛ぶ。囚人は看守を買収し、女もヘロインもやりたい放題で特に不自由はない。そして囚人の買った女もヤガユ族の女であった。男を載せた原子力潜水艦は水中洞穴を進む。その洞窟の造形は巨大な女性器そのものであった。
ムルガン
ある日、黄金の穴から金色に光り輝く神の子が生まれた。この神はスカンダあるいはカールティケヤあるいはムルガンと呼ばれた。神の子は生まれて4日目に天地が震える程の声で咆哮した。その声は強力無比な火炎となってすべての生き物すべての人間そして彼以外のすべての神々を焼きつくした。すべてを破壊するとムルガンは岩の上に座った。そしてそのまま432万年座っていた。
ある日ムルガンがプンダリーカと言葉を発すると、岩から蓮が生え、その花から三つの乳房を持った処女ティーヴァーセーナーが生まれた。ムルガンはこの少女と交わった。その情交はそのまま12万年続いた。情交が終るとムルガンは少女の手をとって歩きはじめた。

## 初出
| 作品名                   | 初出                              |
| ------------------------ | --------------------------------- |
| カリ・ユガ               | グランドチャンピオン 1992年1～7号 |
| 脳梅三代                 | 月刊FRANK 1992年7月号             |
| むしゃむしゃむソーセージ | 月刊HEN 1991年5月号               |
| 工員                     | 月刊FRANK 1993年2月号             |
| さるのあな               | 月刊HEN 1990年8月号               |
| 走れタキシェ             | 漫画スカット 1990年1月号          |
| 花嫁の花園               | 漫画スカット 1990年2月号          |
| 壁                       | 月刊HEN 1991年12月号              |
| Closed Magic Circle      | 月刊HEN 1991年11月号              |
| SCHIZOID-ZONE            | 月刊FRANK 1992年10月号            |
| 水産                     | 月刊FRANK 1993年5月号             |
| 火星法経会               | 月刊FRANK 1993年6月号             |
| ラヤニール               | 月刊FRANK 1992年8月号             |
| パンゲア                 | 月刊FRANK 1993年1月号             |
| ムルガン                 | 月刊FRANK 1992年9月号             |

## 単行本
※いずれも絶版のため入手困難
混沌大陸パンゲア
初版発行：1993年12月 （青林堂：絶版）
新装版 混沌大陸パンゲア
初版発行：1999年10月 （青林堂：絶版）

## 関連作品
- 夢の島で逢いましょう（第1作）
- 四丁目の夕日（第2作）
- 貧困魔境伝ヒヤパカ（第3作）
- 混沌大陸パンゲア（第4作）
- どぶさらい劇場（第5作）